# Rudolf Holeka

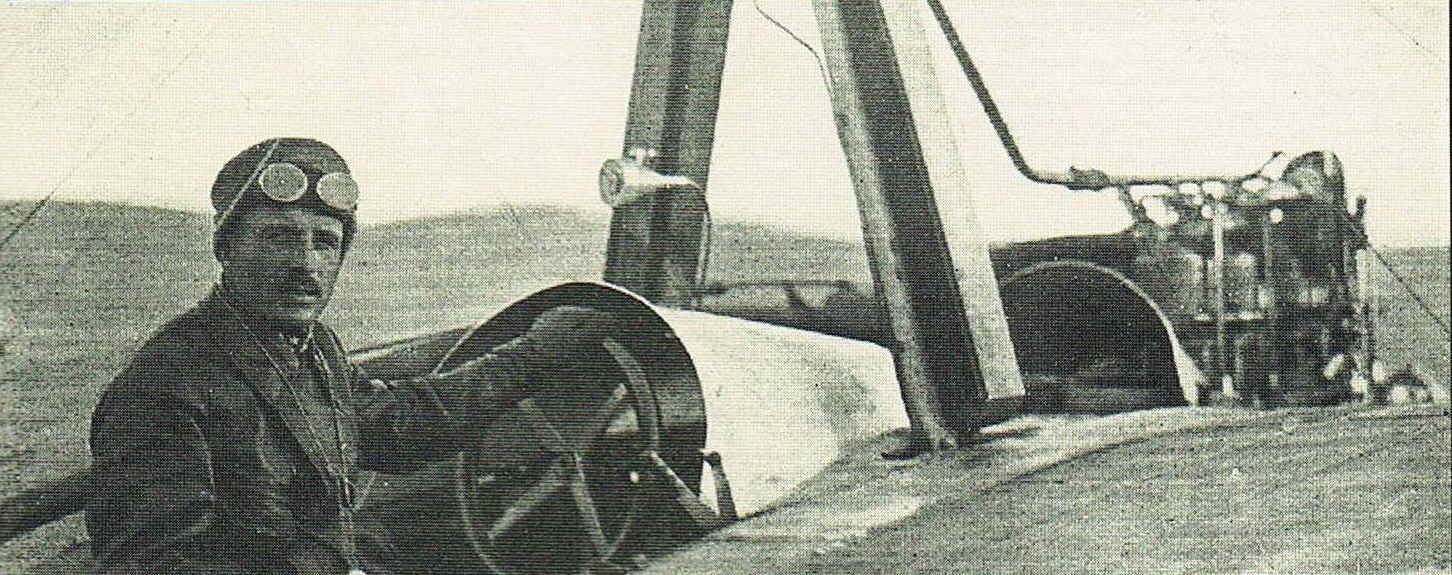
Oblt. Rudolf Holeka v letounu Etrich Fd-S v Görzu (1912)

Rudolf Holeka (30. dubna 1883 Nýřany – 11. února 1946 Praha) byl první vojenský pilot české národnosti v řadách rakousko-uherského vzduchoplavectva, v jehož stavu byl veden od října 1911. Necelý rok před svým odchodem do výslužby v roce 1936 dosáhl jako první československý vojenský letec hodnosti brigádního generála čs. letectva.

## Životopis
Rudolf Holeka se narodil 30. dubna 1883 v Nýřanech u Plzně. Po přestěhování do Prahy absolvoval chlapeckou měšťanku, odkud v roce 1895 přestoupil na České reálné gymnázium Na Smetance v Praze-Vinohradech. 18. srpna 1900 nastoupil jako jednoroční dobrovolník na přípravku do kadetní školy ve Štýrsku. Posléze zakončil s vynikajícím prospěchem i studium na kadetní pěší škole ve Vídni. Po vyřazení v hodnosti poručíka pěchoty sloužil do roku 1910 v řadách 10. polního pluku v Bosně a Haliči.
Rudolf Holeka byl motoristický a především letecký nadšenec, a proto se v roce 1911 přihlásil do úvodního kurzu vojenského leteckého sboru, kam byl přijat jako jediný Čech. Dne 6. května 1911 odstartoval ke svému prvnímu samostatnému letu. 28. března 1912 úspěšně složil závěrečnou zkoušku polního letce a získal mezinárodní letecký diplom. Holeka také jako první letec v Rakousku-Uhersku pořídil fotografie ze vzduchu.
V létě 1913 uskutečnil několik vnitrostátních letů – z Vídeňského Nového Města do Pardubic, z Pardubic do Prahy, kde před shromážděnou veřejností a zástupci vojenských úřadů předvedl leteckou exhibici, a poté zpět do Rakouska. Při zpátečním přeletu do Vídně dokázal v čase 2 hodiny 20 minut vytvořit nový mezinárodní rekord.
Před válkou Holeka působil jako letecký instruktor v pilotní škole ve Vídeňském Novém Městě. První bojový let v první světové válce absolvoval dne 14. srpna 1914, přičemž druhým členem osádky letounu Aviatik B.I byl další významný český vojenský letec Jindřich Kostrba. Za letecké snímkování ruských pozic u pevnosti Přemyšl obdrželi oba letci rakouský záslužný kříž. Dne 1. května 1915 byl Rudolf Holeka povýšen do hodnosti kapitána, ale zanedlouho byl při souboji těžce zraněn. Po vyléčení čelil podezření z dezerce a jako politicky nespolehlivý byl v roce 1916 převelen od letectva k pěchotě v Haliči a poté do Itálie. K letectvu se vrátil v lednu 1917 a své bojové nasazení dovršil v říjnu 1918 v hodnosti setníka–polního pilota.
Po vzniku samostatného Československa se podílel na vzniku letectva, přičemž až do poloviny 30. let zastával řadu vedoucích funkcí (s výjimkou krátkého období 1920–1921, kdy v armádě nepůsobil). V dubnu 1936 byl Rudolf Holeka v hodnosti brigádního generála přeřazen do výslužby, ale i nadále se podílel na aktivitách vojenského i civilního letectví. Po německé okupaci v březnu 1939 spolupracoval s Obranou národa, kde v rámci likvidační komise jednoho z bývalých oddělení ministerstva národní obrany pomáhal českým letcům odcházet do zahraničního vojenského odboje. Brigádní generál Rudolf Holeka zemřel po dlouhé a těžké nemoci dne 11. února 1946 ve věku 62 let.

## Vyznamenání
| Vojenský jubilejní kříž                    | Vojenský jubilejní kříž                    |
| Vojenský záslužný kříž, III. třídy         | Vojenský záslužný kříž, III. třídy         |
| Karlův vojenský kříž                       | Karlův vojenský kříž                       |
| Medaile za zranění, uděleno za dvě zranění | Medaile za zranění, uděleno za dvě zranění |
| Československá revoluční medaile           | Československá revoluční medaile           |